# Олещук Ігор Андрійович

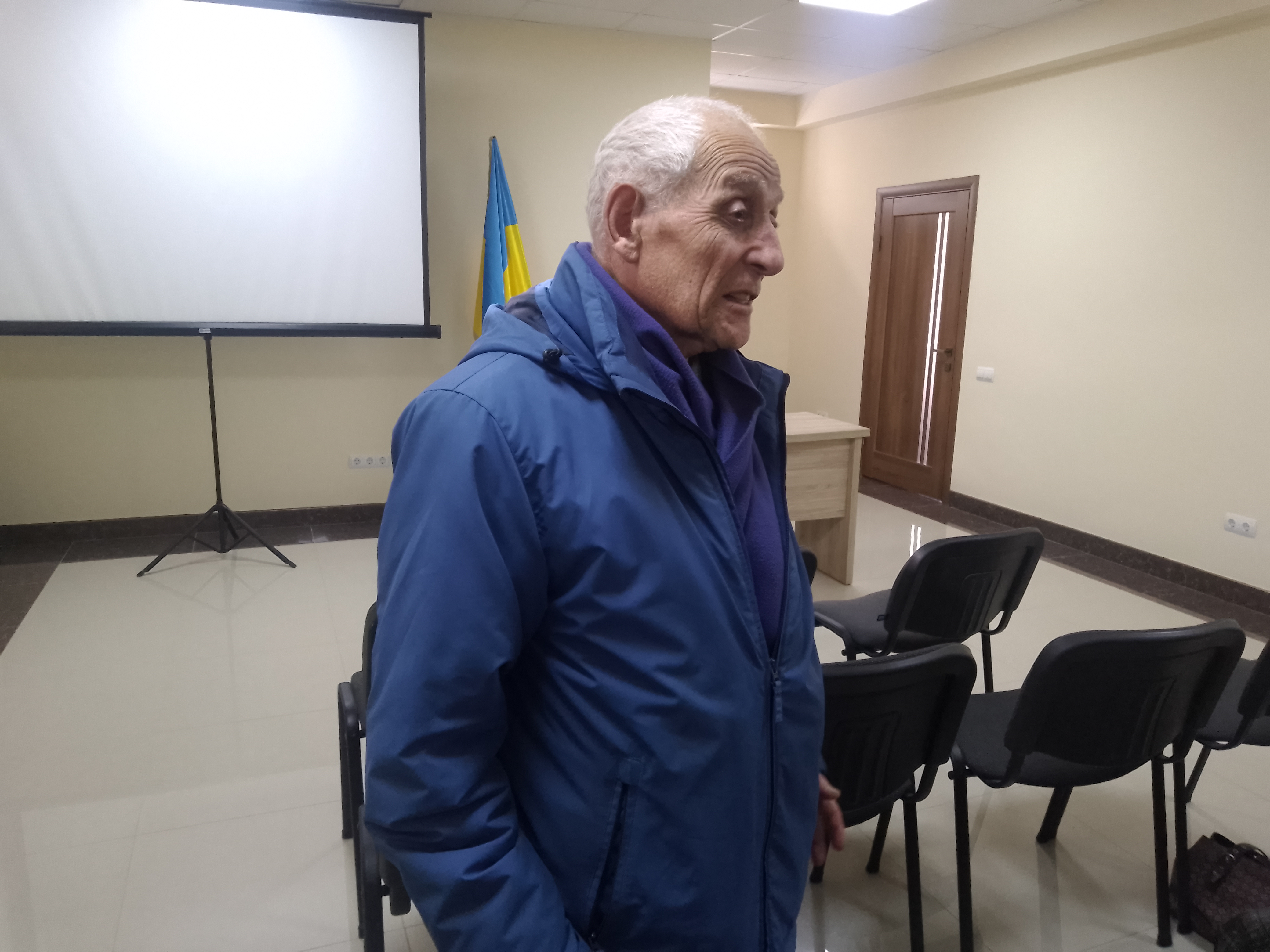
Ігор Олещук на кіномарафоні "Синьо-жовта стрічка"

Ігор Андрійович Олещук (псевдо «Грушка»; нар. 21 травня 1931, с. Чорний Ліс поблизу Збаража) — український інженер, громадсько-політичний діяч, учасник національно-визвольних змагань.

## Життєпис

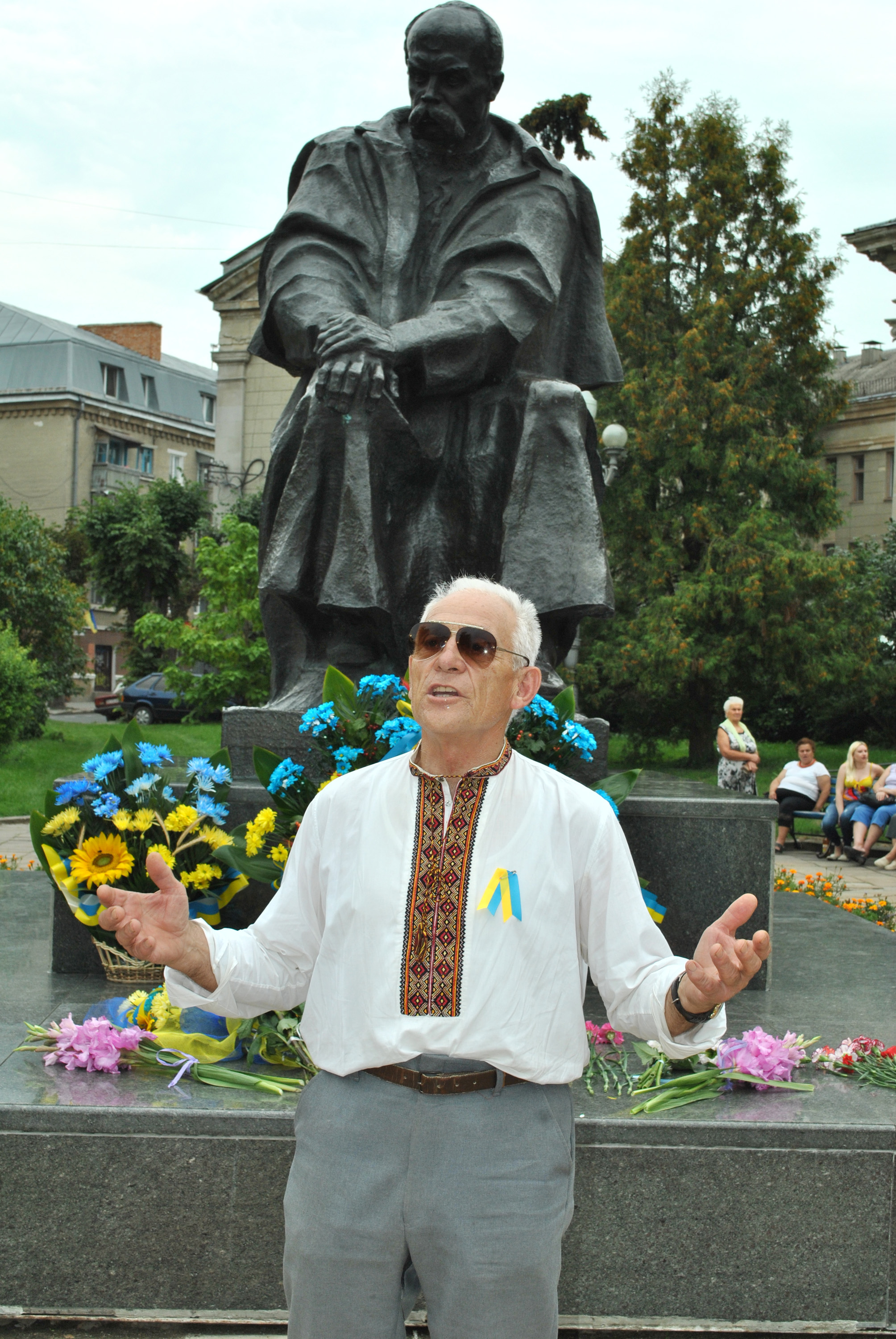
Ігор Олещук читає вірш Тараса Шевченка (23.08.2012)

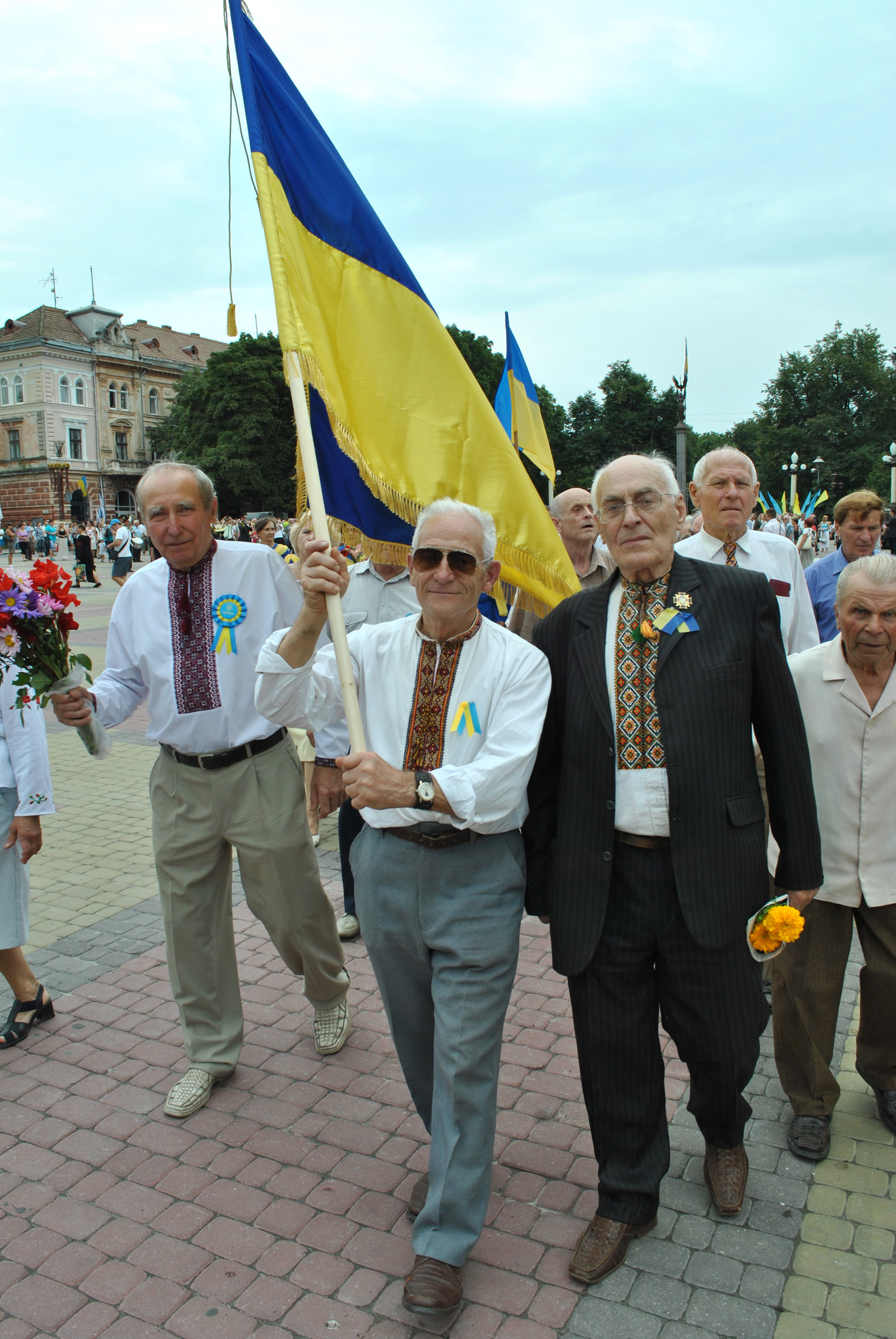
З побратимами зі спілки політв'язнів та репресованих (23.08.2012)

Народився в селі Чорний Ліс (анексована Польщею ЗУНР—ЗОУНР, за польським адмінподілом — Збаразький повіт, Тернопільське воєводство, пізніше — Збаразький район, нині — Збаразька міська громада, Тернопільський район, Тернопільська область, Україна).

### Освіта
Початкову освіту здобув у рідному селі, далі навчався у Збаразькій середній школі № 1. Закінчив Львівський політехнічний інститут (1965, нині національний університет «Львівська політехніка»). Член Юнацтва ОУН (1946).

### Політв'язень
У 15 років написав щомісячний звіт № 3 і підписав його псевдо Грушка. Коли кдбісти викрили криївку і знайшли цей звіт, то за почерком легко знайшли автора. У 17 років його заарештували й кинули до Збаразької в'язниці, пізніше перевели в Тернопільський слідчий ізолятор. 22 листопада 1948 військовий трибунал Прикарпатського військового округу засудив Ігоря Олещука на 25 років таборів суворого режиму; покарання відбував на шахтах Воркути (нині РФ). Молодий політв'язень потрапив в оточення української інтелігенції. У таборі не вистачало медичних працівників, а знаючи латину, за 8 місяців вивчився на медбрата й почав працювати фельдшером у травмпункті в шахті. Надавав першу медичну допомогу пораненим в'язням-шахтарям. У 1954 році, після смерті Сталіна, судова комісія зменшила термін покарання Ігоря Олещука до 8 років, а оскільки він мав кілька так званих трудових заліків, виконавши 150 % робочого плану, то звільнений у грудні 1955.
Як згадує пан Ігор:
|  | «У 50-градусний мороз нас загнали в бараки на двотижневий карантин. Видали фуфайки, валянки і чуні. Нас, новоприбулих, пограбували „блатні“, напавши на барак і забравши теплі речі, які ми взяли з собою. Через погане харчування і 12-ти годинний робочий день, чотири рази за півтора року потрапляв в оздоровчий пункт. В таборі не вистачало медичних працівників, а знаючи латину за 8 місяців вивчився на медбрата і почав працювати фельдшером у травмпункті шахти. Надавав першу медичну допомогу пораненим в'язням-шахтарям. Ми у 40-50-ти градусні морози будували міст через річку Аяч-Яга, — пригадує І. Олещук. — Працювали по 12 годин. Незважаючи на те, що на обличчя натягували маски, все ж без обморожень не обходилося. Попри велике фізичне навантаження нас дуже погано годували. Привозили так звані „гарячі обіди“ — 2 кілограми каші і літр олії на всю групу…». |

### Робота
Працював на цукровому заводі «Поділля» (1956—1962), у «Тернопільобленерго» на посадах диспетчера, інженера по режимах і керівника групи перспективного розвитку (1962—1995).
Від 1996 — старший науковий працівник історико-меморіального музею політичних в'язнів (Тернопіль).

### Громадська діяльність
Під час дисидентського руху Ігор Олещук приєднавшись до лав нових борців за свободу, підтримував контакти з Ігорем та Олегом Ґеретами, Миколою Литвином та іншими місцевими дисидентами.
Член НРУ (1989), від 1994 — член Ради Конгресу української інтелігенції, член ради Тернопільського обласного товариства «Меморіал», 2000—2002 — його голова; від 2003 — голова комісії Тернопільської обласної ради з питань поновлення прав реабілітованих.
Часто проводить екскурсії, виступає з лекціями у школах, вишах, військових частинах.
До його заслуг належить і реконструкція семи могил січових стрільців на Микулинецькому цвинтарі, а також будівництвом пам'ятної стели на фасаді будинку, що на вулиці Коперника, 1.

### Родина
Одружився на початку 1960-х. З дружиною Надією виховав трьох синів — Тараса (нар. 1965), Романа (нар. 1967) і Володимира (нар. 1972). Старший син Тарас у складі бригади Львівської кераміко-скульптурної фабрики змонтував три тризуби на приміщенні Верховної Ради України; учасник реставрацій у Львові Собору св. Юра, приміщення залізничного вокзалу та інших, виготовив та встановив у Львові пам'ятну дошку присвячену куреню «Нахтігаль». Син Роман привіз зі Львова сценарій «Вертепу» і 1989 року разом з колегами започаткував неформальну громадську організацію «Вертеп». Наймолодший Володимир (1972) закінчив Львівську художню академію мистецтв, учасник реставрації Михайлівського Золотоверхого монастиря і Свято-Успенської церкви Києво-Печерської Лаври.

## Доробок
Автор книги спогадів «Шлях до світанку» (2001), путівник по музею «Тернопільський історико-меморіальний музей політичних в'язнів» (2007, співавтор), «За свободу і соборність» (2007, співавтор), численних публікацій у газетах «Вільне життя», «Свобода» та інших. Консультант документального фільму "Шлях до світанку" (реж. Т. Ткаченко, 2019)

## Відзнаки
- орден «За заслуги» II (2016)[3] і III ступеня (2006) — за значний внесок у збереженні та популяризації історико-культурної спадщини України та розвиток музейної справи,
- орден князя Ярослава Мудрого 5-го ступеня (2009) — за значний особистий вклад у соціально-економічний, науково-технічний і культурний розвиток України,
- почесний громадянин міста Тернополя (2023) — за вагомий особистий внесок у становленні української державності та особисту мужність і героїзм, виявлені у захисті державного суверенітету та територіальної цілісності України[4],
- відзнака Тернопільської міської ради I ступеня (2010),
- довічна державна іменна стипендія відповідно до Указу Президента України Петра Порошенка № 684/2014 від 26 листопада 2001 «Про призначення довічних державних іменних стипендій громадянам України, які зазнали переслідувань за правозахисну діяльність»[5],
- Тернопільська обласна премія імені Ярослава Стецька (2012),
- грамоти, подяки Тернопільської обласної ради та адміністрації, громадських організацій.